# Chuppia sarcinifera
Chuppia sarcinifera är en svampart som beskrevs av Deighton 1965. Chuppia sarcinifera ingår i släktet Chuppia, divisionen sporsäcksvampar och riket svampar.   Inga underarter finns listade i Catalogue of Life.